# Stephen S. Oswald
Stephen S. Oswald, född 30 juni 1951 i Seattle, Washington, är en amerikansk astronaut uttagen i astronautgrupp 11 år 1985.

## Rymdfärder
- STS-42
- STS-56
- STS-67[2]